# Gustavo Krefft Hoffmann
Gustavo Krefft Hoffmann (Santiago; 1922-1974) fue un arquitecto chileno.

## Vida
Nació en Santiago en el año 1933. Estudió arquitectura en la Universidad Católica de Chile titulándose en 1949. Se casó y tuvo dos hijos, Gustavo y Gonzalo Krefft Puelma. Durante su carrera contó con diversos socios, entre ellos, Alejandro Méndez Amunátegui, Roberto De Ferrari Soublette, Sergio Araya y Pablo Bunster.
Dentro de su obra destacan gran cantidad de edificios que fueron pioneros en su época ya que introdujo el concepto de terrazas a los departamentos. Para construir estos se asociaba a las constructoras de Lira & Cox y Assler.
Hizo varias casas que él mismo diseñaba y construía para luego venderlas ya que prefería evitar proyectar para clientes. Solo construía casas para conocidos que le permitían realizar sus obras con total libertas. Autodefinido como modernista, odiaba las construcciones de "estilo".
Entre sus obras, se cuenta un edificio en Hernando de Aguirre 655 en Providencia del año 1966 (en conjunto con Alejandro Méndez); otro edificio en la calle Lota 2635 en Providencia del año 1966; otro edificio en calle Lota 2589, Providencia del año 1971 en conjunto con Sergio Araya; el edificio Santa Lucía 150 en Santiago centro en conjunto con Roberto De Ferrari del año 1957; el edificio Parque de las Naciones en Vitacura de 1964; el edificio Espoz en Las Condes del año 1968; y su casa particular en calle Las Peñas 3380-3390 del Cerro San Luis, Las Condes del año 1971; y el Edificio Mallorca en Viña del Mar en conjunto con Alejandro Méndez.
Gustafo Krefft murió tempranamente el año 1974 de un cáncer al esófago a los 42 años de edad recién cumplidos.